# Jerzy Suszko (dziennikarz)
Jerzy Suszko (ur. 24 września 1921 roku w Kielcach, zm. 27 lutego 2008 w Warszawie) – dziennikarz sportowy, pisarz, współautor scenariuszy filmowych.
Jerzy Suszko był dziennikarzem sportowym pracującym dla Expresu Wieczornego i Kuriera Polskiego, współpracował z Tygodnikiem Powszechnym i Światem.
Jest współautorem scenariuszy do czterech filmów fabularnych. Ściana Czarownic powstała we współpracy z Andrzejem Bonarskim, natomiast pozostałe trzy – Zaczarowany rower, Czekam w Monte-Carlo i Bokser – napisał wspólnie z Bohdanem Tomaszewskim. Bokser został nagrodzony na festiwalu filmowym w Wenecji w 1967 roku.

## Twórczość
Jest autorem kilku książek, m.in.
- Samotność w peletonie: trzy opowieści sportowe[3]
- Cudowna drużyna królowej sportu[4]
- Dalej nie jadę[5]
- Kłusownik o stu twarzach[6]
- Tyle hałasu o jeden rejs[7]
- Donosy na Kisiela (Zeznania kandydata na donosiciela)[8].